# Dimnići
Dimnići su naselje u općini Srebrenica, Republika Srpska, BiH.

## Stanovništvo
Prema nacionalni sastav stanovništva 1991. godine, svih 265 stanovnika bili su Bošnjaci.